# IC 4186
IC 4186 је двојна звијезда у сазвјежђу Ловачки пси која се налази на листи објеката дубоког неба у Индекс каталогу.
Деклинација објекта је + 36° 59' 7" а ректасцензија 13h 5m 57,8s.